# Отто Герберт Шмітт
Отто Герберт Шмітт (англ. Otto Herbert Schmitt; 6 квітня 1913, Сент-Луїс, Міссурі, США — 6 січня 1998, Міннеаполіс, Міннесота, США) — американський винахідник, інженер і біофізик.

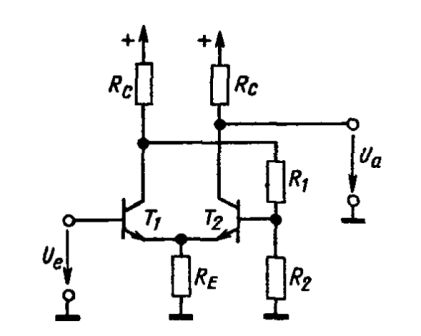
Тригер Шмітта на біполярних транзисторах

Зробив істотний внесок у розвиток біофізики й біомедичної інженерії. Винайшов тригер Шмітта (1938), катодний повторювач, диференціальний підсилювач (1937) та роторно-стабілізований підсилювач.
Нагороджений Медаллю імені Бенджамена Франкліна в 1972 році.